# Fayçal Hebbaïche
Fayçal Hebbaïche est un footballeur algérien né le 16 avril 1981 à Ben Bachir. Il évoluait au poste de défenseur.

## Biographie
Il évolue en Division 1 avec les clubs de l'ASM Oran, du MC El Eulma, et de l'USM Annaba.

## Palmarès
- Accession en Ligue 1 en 2008 avec le MC El Eulma.
- Accession en Ligue 1 en 2006 avec l'ASM Oran.